# Julianów (gromada w powiecie rawskim)
Julianów – dawna gromada, czyli najmniejsza jednostka podziału terytorialnego Polskiej Rzeczypospolitej Ludowej w latach 1954–1972.
Gromady, z gromadzkimi radami narodowymi (GRN) jako organami władzy najniższego stopnia na wsi, funkcjonowały od reformy reorganizującej administrację wiejską przeprowadzonej jesienią 1954 do momentu ich zniesienia z dniem 1 stycznia 1973, tym samym wypierając organizację gminną w latach 1954–1972.
Gromadę Julianów siedzibą GRN w Julianowie utworzono – jako jedną z 8759 gromad na obszarze Polski – w powiecie rawskim w woj. łódzkim, na mocy uchwały nr 37/54 WRN w Łodzi z dnia 4 października 1954. W skład jednostki weszły obszary dotychczasowych gromad Jakubów, Kaleń, Konopnica (z wyłączeniem przysiółka Sucha), Zagórze, Żydomice i Przewodowice (z wyłączeniem uroczyska leśnego Dębina) ze zniesionej gminy Niwna w tymże powiecie. Dla gromady ustalono 14 członków gromadzkiej rady narodowej.
Gromadę zniesiono 31 grudnia 1961, a jej obszar włączono do gromady Rawa Mazowiecka.